# 黃智賢 (香港)
黃智賢（英語：Ben Wong Chi Yin，1967年10月20日—），香港男演員及主持，現為無綫電視部頭合約藝員；他於長篇電視劇《真情》飾演「容向海」一角，以及主持兒童節目《閃電傳真機》最為人熟知，曾經加盟亞洲電視及於中國大陸電視劇演出。

## 背景
黃智賢小時候曾居住在九龍深水埗，6至11歲獲派葵涌石籬邨15座單位（已拆卸），因家庭成員數目增加，於11歲時再調遷至荃灣象山邨翠山樓909室。他家有9兄弟姊妹，自己排行第4，父親為一名燒臘檔小販，因沉迷賭博令一家生活窮苦。他曾經就讀位於石籬邨15座旁邊的石籬宣道小學下午校，繼而於路德會呂明才中學讀至中三及警察少年訓練學校（中四及中五）；14歲自知不是唸書的材料而入讀警察少年訓練學校，此前曾在另一間中學就讀中四。於警察訓練學校畢業後，成為警員，當差3年，先後駐守於軍裝巡邏小隊及機動部隊。1989年，他加入無綫電視，為无线电视艺员训练班第15期藝員訓練班青少年大使旁聽生，早期也是兒童節目《閃電傳真機》第一代主持。1995－1999年拍攝《真情》，飾演容姨的養子、張慧儀之老公容向海（阿海）一角，性格溫馴，深入民心，並一度被外界視為主角之一，「阿海」一名亦成為其暱稱。1997年，他主演《真命天師》和首次擔任男主角，不過劇集收視平平，未能盡如人意；2000年離開無綫電視後，即加盟東方魅力，發展仍然一般；2004年重返無綫電視，現為無綫電視旗下經理人合約藝員，亦有參與影音使團製作的多套宣教電影。
黃智賢雖然多演配角，但演出的角色都可見其精湛演技、忠奸皆可，包括早期《真情》的容向海、《鐵血保鏢》的尚孝、《寫意人生》的全英偉；近年《巾幗梟雄之義海豪情》的鄭少康、《紫禁驚雷》的祈道廷等。2011年，他憑《潛行狙擊》中飾演變節臥底「鄧國彬（辣薑）」一角，獲視為《萬千星輝頒獎典禮2011》「最佳男配角」的熱門人選，終順應民意以大熱姿態奪獎。2012年，他於宮廷喜劇《東西宮略》中飾演大反派的「信陽君」一角；台慶劇《名媛望族》飾演商人，劇中與男主角劉松仁是情敵兼死敵，二人鬥權鬥力，其演出獲網民激讚；重頭劇《雷霆掃毒》中飾演心狠手辣、不擇手段的大反派「潘學禮（潘 Sir）」，演技大受好評，亦因此成為《萬千星輝頒獎典禮2012》競逐「最佳男配角」獎項的大熱門人選，亦入圍《MY AOD我的最愛頒獎典禮2012》的「我的最愛男配角」十強提名名單內。
2014年，黃智賢在宮廷喜劇《食為奴》中擔任男主角，更憑此角獲提名《萬千星輝頒獎典禮2014》「最佳男主角」。2015年，他在時裝律政劇《四個女仔三個BAR》中再度擔任男主角，飾演大律師「范智毅（范大狀）」，演技再次獲得肯定，並開始成為無綫電視一線小生之一。2018年，他在時裝律政劇《是咁的，法官閣下》中再度飾演大律師，且首度入圍《萬千星輝頒獎典禮2018》「最受歡迎電視男角色」最後五強；近年曾為無綫電視監製莊偉建的常用演員，跟第一代《閃電傳真機》主持譚玉瑛、黎芷珊、麥長青，以及兩位前亞視女藝人江美儀及陳煒份屬好友。2018年，他投資逾百萬港元與任職醫生的陳國強（Aldous Chan）在中環開設醫學美容中心，又將男方介紹給陳煒認識，令兩人在2019年開始交往。2021年11月，他到中国橫店鎮拍攝無綫電視有份投資的網劇《無相之城》，期間更參演了網劇《漫影尋蹤》及網絡電影《再見地球》。

## 演出作品

### 電視劇（無綫電視）
| 首播   | 劇名                     | 角色                             |
| 1993年 | 武尊少林                 | 龍 爺                            |
| 1993年 | 武尊少林                 | 童千斤                           |
| 1994年 | 射鵰英雄傳               | 拖 雷                            |
| 1994年 | 鎮金女人週記             | 羅智輝                           |
| 1995年 | 真情                     | 容向海                           |
| 1995年 | O記實錄                  | 藍威寶                           |
| 1995年 | 廉政英雌                 | TSD 高                           |
| 1995年 | 神雕俠侶                 | 忽必烈                           |
| 1995年 | 刑事偵緝檔案II           | 李漢強                           |
| 1996年 | 廉政行動1996             | 歐陽俊                           |
| 1997年 | 真命天師                 | 連 年                            |
| 1998年 | 難兄難弟之神探李奇       | 鄧康榮                           |
| 1999年 | 狀王宋世傑貳             | 費林明                           |
| 1999年 | 命轉情真                 | 劉啟賢                           |
| 2000年 | 緣份無邊界               | 劉敬强（齋強）                   |
| 2000年 | Loving You我愛你         |                                  |
| 2005年 | 奇幻潮之踢石             | 周日星                           |
| 2005年 | 開心賓館                 | 歐雅歷（Alex）                   |
| 2005年 | 人間蒸發                 | 劉國偉                           |
| 2006年 | 鐵血保鏢                 | 尚 孝                            |
| 2006年 | 鳳凰四重奏               | 賈而堅                           |
| 2007年 | 寫意人生                 | 全英偉（Vin）                    |
| 2007年 | 學警出更                 | 布力治                           |
| 2007年 | 緣來自有機               | 洪國偉                           |
| 2007年 | 通天幹探                 | 莊文康（Tim）                    |
| 2008年 | 千謊百計                 | 程子謙                           |
| 2008年 | 法證先鋒II               | 王正鴻                           |
| 2008年 | 盛裝舞步愛作戰           | 李 Sir                           |
| 2008年 | 甜言蜜語                 | 尚 風                            |
| 2009年 | 幕後大老爺               | 嚴 果                            |
| 2009年 | 巾幗梟雄                 | 趙一鳴                           |
| 2009年 | ID精英                   | 鍾志榮                           |
| 2009年 | 宮心計                   | 鬼塚小次郎                       |
| 2009年 | 美麗高解像               | 梁正安                           |
| 2010年 | 摘星之旅                 | 林萬豪（Michael）                |
| 2010年 | 翻叮一族                 | 賈保羅（Paul）                   |
| 2010年 | 巾幗梟雄之義海豪情       | 鄭少康                           |
| 2010年 | 囧探查過界               | 鄭元政（Joe）                    |
| 2010年 | 誘情轉駁                 | 何國祥（KC）                     |
| 2011年 | 仁心解碼                 | 鍾國彬（頭 Sir）                 |
| 2011年 | 女拳                     | 唐乙恆（壯年）                   |
| 2011年 | 紫禁驚雷                 | 祈道廷                           |
| 2011年 | 潛行狙擊                 | 鄧國彬（辣薑）                   |
| 2011年 | 萬凰之王                 | 富察·鍔泰                        |
| 2011年 | 天與地                   | Bowman                           |
| 2012年 | On Call 36小時           | 莊博文（John）                   |
| 2012年 | 東西宮略                 | 田郊師（信陽君）                 |
| 2012年 | 盛世仁傑                 | 阿史那默啜（突厥王）             |
| 2012年 | 雷霆掃毒                 | 潘學禮（Brian）                  |
| 2012年 | 名媛望族                 | 齊日輝                           |
| 2013年 | 仁心解碼II               | 鍾國彬（頭 Sir）                 |
| 2013年 | 情逆三世緣               | 高繼安                           |
| 2013年 | 情逆三世緣               | 醫 生                            |
| 2013年 | On Call 36小時II         | 莊博文（John）                   |
| 2014年 | 食為奴                   | 愛新覺羅·胤禛（四阿哥）          |
| 2014年 | 點金勝手                 | 周辛勇                           |
| 2014年 | 我們的天空               | 馬匯忠                           |
| 2015年 | 四個女仔三個BAR          | 范智毅（Marcus）                 |
| 2016年 | 完美叛侶                 | 呂永恆（Patrick）                |
| 2017年 | 親親我好媽               | 嚴 夏                            |
| 2017年 | 蘭花刼（2007年海外首播） | 張至凱                           |
| 2017年 | 雜警奇兵                 | 丁志摩（大摩 Sir）               |
| 2017年 | 溏心風暴3                | 宋友基                           |
| 2017年 | 誇世代                   | 林文強                           |
| 2018年 | 波士早晨                 | 許立喬（Marvin）                 |
| 2018年 | 翻生武林                 | 仇不羣                           |
| 2018年 | 是咁的，法官閣下         | 范小宇（John）／黃智賢（第17集） |
| 2019年 | 福爾摩師奶               | 關一夫（寡佬）                   |
| 2019年 | 鐵探                     | 程宇森（Samuel）                 |
| 2019年 | 廉政行動2019             | 韓奕山（山哥、山 Sir）           |
| 2019年 | 好日子                   | 齊萬基（基 Sir）                 |
| 2020年 | 黃金有罪                 | 唐昊峰（唐二少）                 |
| 2021年 | 逆天奇案                 | 沈韋力（Nic Sir）                |
| 2021年 | 七公主                   | 范智毅                           |
| 2024年 | 逆天奇案2                | 沈韋力（Nic Sir）                |
| 未播映 | 武林                     | 武                               |

### 電視劇（邵氏兄弟）
| 首播   | 劇名     | 角色   |
| 2023年 | 廉政狙擊 | 卓廷光 |

### 電視劇（亞洲電視）
| 首播   | 劇名       | 角色          |
| 2000年 | 世紀之戰   | 秦滔天        |
| 2000年 | 美麗傳說   | 雷梓聰（Tim） |
| 2002年 | 親子情未了 | 唐偉生        |
| 2002年 | 抢杠夫妻   | 連 赢         |
| 2003年 | 濟公傳奇   | 楊大一        |
| 2004年 | 子是故人来 | 成 勝         |

### 電視劇（其他）
| 首播   | 劇名               | 角色             |
| 2001年 | 楊門女將           | 楊延昭（楊六郎） |
| 2004年 | 逆水寒             | 鐵 手            |
| 2005年 | 仙劍奇俠傳         | 趙 燁（巫王）    |
| 2025年 | 漫影尋蹤（網絡劇） | 李 琦            |
| 2025年 | 無相之城           |                  |

### 電影
| 首映        | 電影名                                        | 角色               |
| 1995年      | 回魂夜                                        | 阿 強              |
| 1997年      | 超級無敵追女仔2之狗仔雄心                     |                    |
| 2001年      | 監獄風雲之終身犯                              | 何順東             |
| 2006年      | 隱形鬥室 （页面存档备份，存于）               | 楊 光              |
| 2007年      | 愛裏沒有懼怕之恐懼森林 （页面存档备份，存于） | 楊 光              |
| 2007年      | 真的戀愛了？ （页面存档备份，存于）           | 楊 光              |
| 2009年      | 機動部隊－同袍                                | Officer Ho         |
| 2009年      | 流浪漢世界盃 （页面存档备份，存于）           | 主持人             |
| 2010年      | 全城戒備                                      | 唐 Sir             |
| 2011年      | 奪命金                                        | 李致文             |
| 2012年      | 《向生命致敬院線》 毒海遇上愛                 | 陳浩昌牧師         |
| 2012年      | 《福音數碼電影系列「因愛之名」》 星願下的足印 | 王家榮社工及傳道人 |
| 2013年      | 風暴                                          | 特別任務連指揮官   |
| 2014年      | 男人唔可以窮                                  | 雄                 |
| 2015年      | 陀地驅魔人                                    | 江雪的老闆         |
| 2024年      | 重啟明日（網絡電影）                          |                    |
| 2022-2023年 | 愛PlanB                                       |                    |

### 電視電影
| 首映   | 電影名       | 角色       |
| 1996年 | 殺手風雷     | 鋒         |
| 2000年 | 巨星奇案     |            |
| 2014年 | 愛情來的時候 | 和田八五郎 |

### 舞台劇
| 首演   | 劇名           | 角色 |
| 1996年 | 嬉春酒店       |      |
| 1996年 | 皮草店的春光   |      |
| 1997年 | 才子亂點俏佳人 |      |

### 配音
| 首映   | 作品名稱         | 配演角色          | 角色演員  | 備註                          |
| 2022年 | 蜘蛛俠：不戰無歸 | 麥斯‧迪倫（電魔） | 占美·霍士 | TVB《好聲好戲》第二屆畢業作品 |

### 電視節目（無綫電視）
- 1989年：青春前線
  - 陽光節拍一小時
- 1989－1994年：閃電傳真機
- 1994年：寰宇風情《馬來西亞沙巴特輯》
- 1995年：大江南北《青海特輯》
- 1996年：北極追
  - 力寶美衛3分鐘檔案
- 1998年：康泰最緊要好玩之《美国特辑》
- 1999年：康泰最緊要好玩之《西班牙特辑》
  - 康泰最緊要好玩之《葡萄牙特辑》
- 2004年：星晨旅遊印度、斯里蘭卡真程趣
- 2010年：以諾遊蹤第二輯《希臘．保羅疾風之旅 （页面存档备份，存于）》
- 2011年：以諾遊蹤第四輯《穌哥行傳 （页面存档备份，存于）》
  - 世界遺產名錄第一輯《飛越丹霞 （页面存档备份，存于）》
- 2015年：TVB最受歡迎電視廣告大獎
- 2020年：流行經典50年
- 2023年：獎門人中秋感謝祭

### 電視節目（亞洲電視）
- 2001－2002年：十大電視廣告頒獎典禮

### 音樂錄像
- 2004年：關心妍《無痛失戀》
- 2007年：《主不輕看》（電影《愛裏沒有懼怕之恐懼森林》插曲、《真的戀愛了？電影原聲大碟》專輯（Bonus Track））

## 曾獲獎項與提名
| 年份   | 頒獎典禮                         | 獎項                    | 劇集                 | 角色          | 結果            |
| 1997年 | 1997年度萬千星輝賀台慶           | 最佳感人戀情獎          | 《真情》（與張慧儀） | 容向海 林創新 | 提名（最後5強） |
| 1998年 | 香港電台                         | 最受歡迎熒幕情侶獎      | 《真情》（與張慧儀） | 容向海 林創新 | 獲獎            |
| 2011年 | 2011年萬千星輝頒獎典禮           | 最佳男配角              | 《潛行狙擊》         | 鄧國彬        | 獲獎            |
| 2011年 | MY AOD我的最愛頒獎典禮2011       | 我的最愛電視男配角      | 《潛行狙擊》         | 鄧國彬        | 提名（最後5強） |
| 2012年 | 壹電視大獎2012                   | 最搶戲男配角            | 《潛行狙擊》         | 鄧國彬        | 獲獎            |
| 2012年 | MY AOD我的最愛頒獎典禮2012       | 我的最愛電視男配角      | 《雷霆掃毒》         | 潘學禮        | 提名（最後5強） |
| 2013年 | 萬千星輝頒獎典禮2013             | 最佳男配角              | 《情逆三世緣》       | 高繼安        | 提名            |
| 2013年 | TVB 馬來西亞星光薈萃頒獎典禮2013 | 最喜愛TVB男配角         | 《情逆三世緣》       | 高繼安        | 提名            |
| 2014年 | TVB 馬來西亞星光薈萃頒獎典禮2014 | 最喜愛TVB男配角         | 《食為奴》           | 雍正帝        | 提名            |
| 2014年 | 萬千星輝頒獎典禮2014             | 最佳男主角              | 《食為奴》           | 雍正帝        | 提名            |
| 2014年 | 星和無綫電視大獎2014             | 我最愛TVB男配角         | 《點金勝手》         | 周辛勇        | 提名            |
| 2015年 | 星和無綫電視大獎2015             | 我最愛TVB男主角         | 《四個女仔三個BAR》  | 范智毅        | 提名            |
| 2015年 | 星和無綫電視大獎2015             | 我最愛TVB電視男角色     | 《四個女仔三個BAR》  | 范智毅        | 提名            |
| 2015年 | TVB 馬來西亞星光薈萃頒獎典禮2015 | 最喜愛TVB男主角         | 《四個女仔三個BAR》  | 范智毅        | 提名            |
| 2015年 | TVB 馬來西亞星光薈萃頒獎典禮2015 | 最喜愛TVB電視角色       | 《四個女仔三個BAR》  | 范智毅        | 獲獎            |
| 2015年 | 萬千星輝頒獎典禮2015             | 最受歡迎電視男角色      | 《四個女仔三個BAR》  | 范智毅        | 提名            |
| 2015年 | 萬千星輝頒獎典禮2015             | 最佳男主角              | 《四個女仔三個BAR》  | 范智毅        | 提名            |
| 2016年 | 萬千星輝頒獎典禮2016             | 最佳男主角              | 《完美叛侶》         | 呂永恆        | 提名            |
| 2016年 | 星和無綫電視大獎2016             | 我最愛TVB電視男角色     | 《完美叛侶》         | 呂永恆        | 提名            |
| 2016年 | TVB 馬來西亞星光薈萃頒獎典禮2016 | 最喜愛TVB電視角色       | 《完美叛侶》         | 呂永恆        | 提名            |
| 2017年 | 星和無綫電視大獎2017             | 我最愛TVB男主角         | 《雜警奇兵》         | 丁志摩        | 提名            |
| 2017年 | TVB 馬來西亞星光薈萃頒獎典禮2017 | 最喜愛TVB男主角         | 《親親我好媽》       | 嚴 夏         | 提名            |
| 2017年 | TVB 馬來西亞星光薈萃頒獎典禮2017 | 最喜愛TVB電視角色       | 《親親我好媽》       | 嚴 夏         | 獲獎            |
| 2018年 | 萬千星輝頒獎典禮2017             | 最佳男主角              | 《親親我好媽》       | 嚴 夏         | 提名            |
| 2018年 | 萬千星輝頒獎典禮2017             | 最受歡迎電視男角色      | 《親親我好媽》       | 嚴 夏         | 提名            |
| 2018年 | 萬千星輝頒獎典禮2018             | 最受歡迎電視男角色      | 《是咁的，法官閣下》 | 范小宇        | 提名（最後5強） |
| 2018年 | 萬千星輝頒獎典禮2018             | 馬來西亞最喜愛TVB男主角 | 《是咁的，法官閣下》 | 范小宇        | 提名            |
| 2018年 | 萬千星輝頒獎典禮2018             | 最佳男主角              | 《是咁的，法官閣下》 | 范小宇        | 提名            |
| 2018年 | 萬千星輝頒獎典禮2018             | 新加坡最喜愛TVB男主角   | 《是咁的，法官閣下》 | 范小宇        | 提名            |
| 2019年 | 格林威爾國際傑出成就獎2019       | 毅力演繹大獎            | 不適用               | 不適用        | 獲獎            |
| 2019年 | 萬千星輝頒獎典禮2019             | 最受歡迎電視男角色      | 《鐵探》             | 程宇森        | 提名            |
| 2019年 | 萬千星輝頒獎典禮2019             | 最佳男主角              | 《鐵探》             | 程宇森        | 提名            |
| 2020年 | 萬千星輝頒獎典禮2020             | 最佳男主角              | 《黃金有罪》         | 唐昊峰        | 提名            |
| 2020年 | 萬千星輝頒獎典禮2020             | 馬來西亞最喜愛TVB男主角 | 《黃金有罪》         | 唐昊峰        | 提名            |
| 2021年 | 萬千星輝頒獎典禮2021             | 馬來西亞最喜愛TVB男主角 | 《逆天奇案》         | 沈韋力        | 提名            |
| 2021年 | 萬千星輝頒獎典禮2021             | 最受歡迎電視男角色      | 《逆天奇案》         | 沈韋力        | 提名            |
| 2021年 | 萬千星輝頒獎典禮2021             | 最佳男主角              | 《逆天奇案》         | 沈韋力        | 提名            |
| 2023年 | 萬千星輝頒獎典禮2023             | 最佳男配角              | 《廉政狙擊》         | 卓廷光        | 提名            |
| 2024年 | 萬千星輝頒獎典禮2024             | 最佳男主角              | 《逆天奇案2》        | 沈韋力        | 提名            |

## 外部連結
- 黃智賢的新浪微博
- 黃智賢的Instagram帳戶
- 黃智賢的小紅書帳戶
- 在AllMovie上黃智賢的頁面（英文）
- 黃智賢在香港影庫上的簡介
- 黃智賢在豆瓣上的资料（简体中文）
- 黃智賢在时光网上的簡介（简体中文）